# Ибор и Айо
Ибор и Айо (Ibor u. Ajo) са синове на кралица Гамбара (Gambara), която пита Богинята Фрея (Freya).
Те са херцози на викингите и тръгват от Скандинавия към Средна Европа и имат победа над вандалите амбри и аси.
Синът на херцог Айо Агелмунд е негов наследник във воденето на лангобардите. Единствената дъщеря на Агелмунд живее при българите в плен.